# Scottish League One 2016/17
Die Scottish League One wurde 2016/17 zum vierten Mal als dritthöchste Fußball-Spielklasse der Herren in Schottland ausgetragen. Die Liga wurde offiziell als Ladbrokes Scottish League One ausgetragen. Die Liga war nach der Premiership und Championship eine der vier Ligen in der 2013 gegründeten Scottish Professional Football League. Gefolgt wurde die League One von der League Two. Die Saison wurde von der Scottish Professional Football League geleitet und begann am 6. August 2016. Die Spielzeit endete mit dem 36. Spieltag am 6. Mai 2017.
In der Saison 2016/17 traten zehn Klubs in insgesamt 36 Spieltagen gegeneinander an. Jedes Team spielte jeweils zweimal zu Hause und auswärts gegen jedes andere Team. Als Aufsteiger aus der letztjährigen League Two nahmen der FC East Fife sowie der FC Queen’s Park an der League One teil. Als Absteiger aus der vorherigen Championship kam Alloa Athletic sowie der FC Livingston, der in der Relegation scheiterte in die League One.
Der FC Livingston gewann die Meisterschaft und den damit verbundenen Aufstieg in die zweite Liga. Alloa Athletic, Airdrieonians FC und Brechin City erreichten die Aufstiegsrelegation. Brechin gelang als Tabellenvierter dabei der Aufstieg. Der FC Peterhead musste in die Abstiegsrelegation. Der FC Stenhousemuir stieg direkt ab. Torschützenkönig wurde mit 23 Treffern Andy Ryan von Airdrieonians FC.

## Vereine

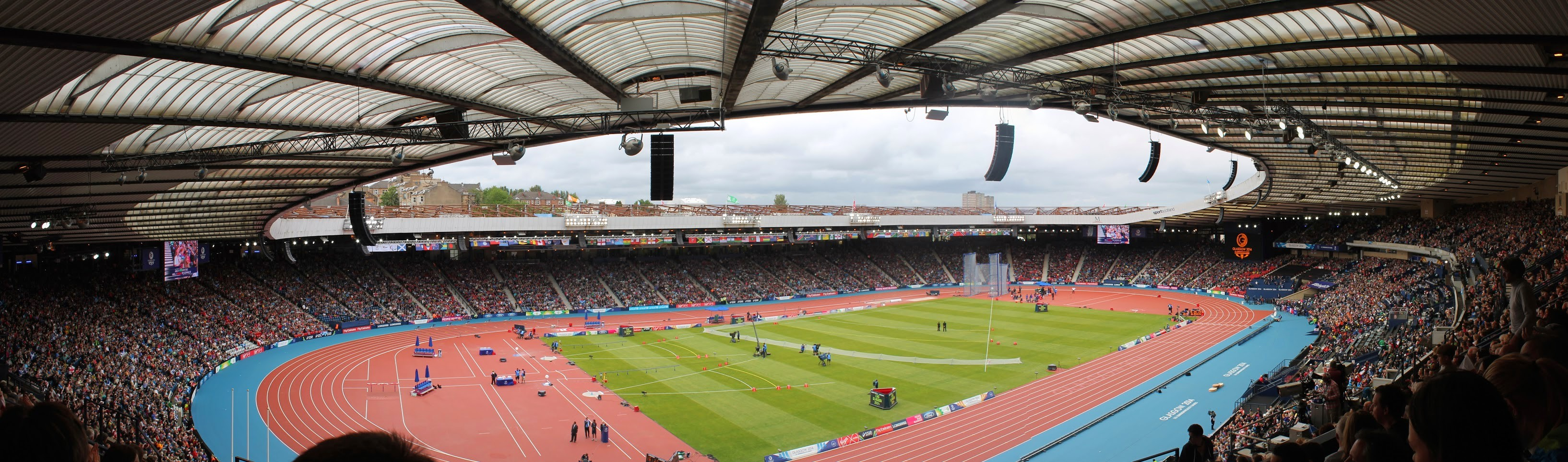
Hampden Park

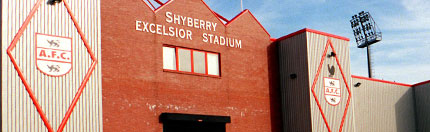
Excelsior Stadium

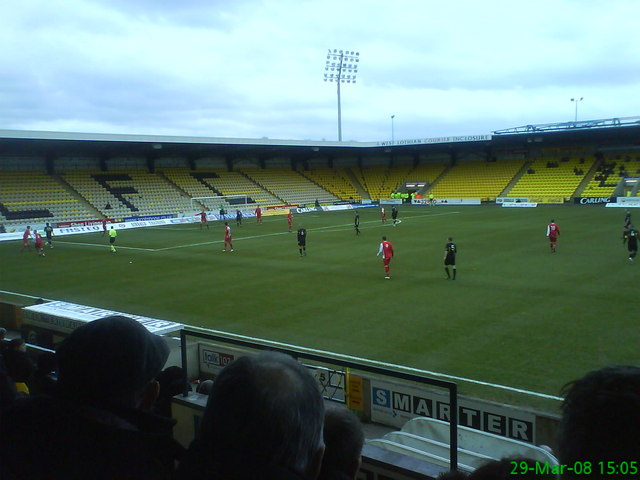
Almondvale Stadium

| Verein           | Stadt         | Stadion             | Kapazität |
| ---------------- | ------------- | ------------------- | --------- |
| Airdrieonians FC | Airdrie       | Excelsior Stadium   | 10.171    |
| Albion Rovers    | Coatbridge    | Cliftonhill Stadium | 01.238    |
| Alloa Athletic   | Alloa         | Recreation Park     | 03.100    |
| Brechin City     | Brechin       | Glebe Park          | 03.960    |
| FC East Fife     | Methil        | Bayview Stadium     | 01.980    |
| FC Livingston    | Livingston    | Almondvale Stadium  | 09.865    |
| FC Peterhead     | Peterhead     | Balmoor Stadium     | 03.150    |
| FC Queen’s Park  | Glasgow       | Hampden Park        | 52.500    |
| FC Stenhousemuir | Stenhousemuir | Ochilview Park      | 03.746    |
| FC Stranraer     | Stranraer     | Stair Park          | 06.250    |

## Statistiken

### Abschlusstabelle
| Pl. | Verein              | Sp. | S  | U  | N  | Tore    | Diff. | Punkte |
| --- | ------------------- | --- | -- | -- | -- | ------- | ----- | ------ |
| 1.  | FC Livingston (A)   | 36  | 26 | 3  | 7  | 080:320 | +48   | 81     |
| 2.  | Alloa Athletic (A)  | 36  | 17 | 11 | 8  | 069:440 | +25   | 62     |
| 3.  | Airdrieonians FC    | 36  | 16 | 4  | 16 | 061:660 | −5    | 52     |
| 4.  | Brechin City        | 36  | 15 | 5  | 16 | 043:490 | −6    | 50     |
| 5.  | FC East Fife (N)    | 36  | 12 | 10 | 14 | 041:440 | −3    | 46     |
| 6.  | FC Queen’s Park (N) | 36  | 12 | 10 | 14 | 037:510 | −14   | 46     |
| 7.  | FC Stranraer        | 36  | 12 | 8  | 16 | 046:500 | −4    | 44     |
| 8.  | Albion Rovers       | 36  | 11 | 9  | 16 | 041:480 | −7    | 42     |
| 9.  | FC Peterhead        | 36  | 10 | 10 | 16 | 044:590 | −15   | 40     |
| 10. | FC Stenhousemuir    | 36  | 11 | 6  | 19 | 045:640 | −19   | 39     |

Platzierungskriterien: 1. Punkte – 2. Tordifferenz – 3. geschossene Tore – 4. Direkter Vergleich (Punkte, Tordifferenz, geschossene Tore)
| Zum Saisonende 2015/16: |                                                 |
| Aufsteiger in die Scottish Championship 2017/18 Teilnahme an den Aufstieg-Play-offs Teilnahme an der Abstiegs-Relegation Absteiger in die Scottish League Two 2017/18 |                                                 |
| |                                                 |
| Zum Saisonende 2015/16: |                                                 |
| (A) | Absteiger aus der Scottish Championship 2015/16 |
| (N) | Aufsteiger aus der Scottish League Two 2015/16  |

## Relegation
Teilnehmer an den Relegationsspielen waren der Neuntplatzierte aus der diesjährigen League One, der FC Peterhead, sowie drei Mannschaften aus der League Two, FC Montrose, Annan Athletic und Forfar Athletic. Die Sieger der ersten Runde spielten in der letzten Runde um einen Platz für die folgende Scottish-League-One-Saison 2017/18.
Erste Runde
Die Spiele wurden am 10. und 13. Mai 2017 ausgetragen.
|                | Gesamt |                 | Hinspiel | Rückspiel |
| -------------- | ------ | --------------- | -------- | --------- |
| FC Montrose    | 1:4    | FC Peterhead    | 1:1      | 0:3       |
| Annan Athletic | 4:6    | Forfar Athletic | 2:2      | 2:4       |

Zweite Runde
Die Spiele wurden am 17. und 20. Mai 2017 ausgetragen.
|                 | Gesamt |              | Hinspiel | Rückspiel |
| --------------- | ------ | ------------ | -------- | --------- |
| Forfar Athletic | 7:2    | FC Peterhead | 2:1      | 5:1       |